# Придувалова Олена Георгіївна
Олéна Геóргіївна Придувáлова (11 квітня 1960, Київ) — українська художниця, графік. Живе й працює в Києві.

## Біографія
Народилася у 1960 р. в Києві. 1986 року закінчила Національну академію образотворчого мистецтва та архітектури (факультет малярства, відділення театрально-декоративного мистецтва, майстерня Данила Лідера). Педагог з фаху — С. Подерв'янський.
Член НСХУ (1999).
Олена Придувалова є лауреатом премії «Видатні художниці України» (1998).
Чоловік — художник Олексій Аполлонов.

## Творчість
Активно виставляється з 1990 року. Працює в галузі живопису, графіки, декоративно-ужиткового мистецтва.
|                      | Живопис - це моя робота. Коли я малюю, почуваюсь спокійно та вільно. Мені необхідні усамітнення і тиша в майстерні, тоді все зосереджується в голові та у руках. Моя головна тема - Київ: "портрети" вулиць, будинків, арок, кутків, каріатид, гра світла та тіні. Мій погляд - крізь колір: максимальна інтенсивність кольору та світла. Життя повне несподіванок. Головне - зберегти в собі здатність дивуватися життю. Природа вже існує - вона довершена, її не можна зобразити, можна лише дивуватися нею та представляти її такою, як ти це відчуваєш. Тоді будь-який будинок, вулиця, дерево, обличчя захопить та поведе за собою... і прийде натхнення. Мої роботи мають нести стан спокою та радості. |
| — Олена Придувалова, | |

Як і один з її улюблених художників минулого Анрі Матісс, Придувалова часто пише гуашшю, порівнюючи цю техніку із фресковим живописом.
«Це ніби джаз. Гуаш дає мені змогу виразити миттєве враження, емоцію саме цього конкретного дня, а ще дає відчуття густини, оксамиту, навіть якоїсь фрески дещо. Можна писати і як аквареллю, і як олією. Я відчуваю цю техніку. Вона мені надала свободу вираження в тому сенсі, що можу і 40 робіт написати за пленер».
«М'якість, оксамитовість фігури, здатність створювати поверхню, в якій фарби немов вливаються одна в одну. Ця техніка дає багато можливостей використанні тонів і напівтонів».
Вже впродовж п'яти років роботи Олени виставляються на Благодійному аукціоні УКУ в Києві. Вона брала участь у другому Міжнародному пленері у Словенії, організованому університетом. Олена Придувалова разом з чоловіком подарували свої картини для колекції Галереї сучасного мистецтва УКУ.
Один з членів-фундаторів творчого об'єднання групи «Синій Жовтень».
У 2016 році брала участь у підготовці до II Міжнародного фестивалю Anne de Kiev Fest.

### Живописні цикли
«Євангельські мотиви» (1989), «Вулиці Києва» (1996-97), «Старі інтер'єри» (1998), «Київське бароко» (2001), «Живи наповну» (2015, Галерея сучасного мистецтва «Триптих АРТ»)", «Край» (2016).
Восени 2014 року в галереї «Хлібня» Національного заповідника «Софія Київська» відбулася виставка «Уся правда про Крим. Пленерні хроніки». На виставці Придувалова презентувала ряд феодосійських замальовок та інших картин, створених під час поїздок. Про свої поїздки до Криму, коли вона створювали свої картини, художниця згадує:
«Мені важко говорити про теперішній Крим… Майже кожного року я бувала там на пленерах. Для мене важливо сприйняття моменту, відчуття кожного року були різні. У серії картин з Феодосії в мене було темне море, і зараз саме такі відчуття. Те, що сьогодні відбувається в Криму, відчувалось завжди в настроях людей і способі життя. Можна було помітити це в повсякденному, воно ж відобразилось і на полотнах. Відчуття було, що час для них спинився в попередній епосі. І те, що відбулося, — це тільки остаточне повернення в минуле».
У 2016 році Придувалова також презентувала свої картина на кримську тематику на відкритті «Кримського дому»
У сумській Художній галереї «Наша» 12 лютого відбулася виставка Олени Придувалової «Київ, лютий, 2014». Всі роботи, що представлені відомою київською художницею, були створені у січні — лютому 2014 року. Олена Придувалова так розповідає про події, які лягли в основу робіт:
«Це документ моїх, дуже особистих переживань. Ці дні зими були наповнені різними почуттями — страх (йти по нічних вулицях), відчай, безвихідь, невизначеність, необхідність, очікування і величезне почуття наповнення кожної хвилини життя. Добре, спокійно, впевнено було тільки на Майдані, з тими людьми, з яким мені б хотілося жити в одній країні. Все було справжнє — люди, слова, звучання гімну, почуття і дії».
У листопаді 2016 року в Івано-франківському Музеї мистецтв Прикарпаття художниця презентувала 16 робіт із серії «Рух». Картини, на яких зображені залізничні колії, потяги та вокзали, виконані гуашшю.

### Ужиткове мистецтво
Займається виготовленням ляльок-мотанок, зокрема вузлових ляльок типу «княгиня». Ці твори репрезентують фольклорно-мінімалістичний напрям у творчості художниці. Спорідненість фольклорного мистецтва та художніх практик авангарду загальновідома, тому у ляльках Придувалової можна з легкістю знайти паралелі як із народним українським мистецтвом, так із пластичними та кольоровими рішеннями авангардистів.

## Роботи в музеях та галереях
Роботи Олени Придувалової зберігаються у Київському національному музеї російського мистецтва, Запорізькому обласному художньому музеї, Національному музеї мистецтва жінок (Вашингтон), Центрі сучасного мистецтва Дж. Сороса при НаУКМА, колекції Чиказького університету, а також в багатьох приватних колекціях України, США, Канади, Польщі, Угорщини, Греції, Шотландії, Німеччини, Великої Британії, Швеції, Росії, Хорватії, Японії.